# Неспящие в Сиэтле
«Неспящие в Сиэтле» (англ. Sleepless in Seattle) — американская мелодрама режиссёра Норы Эфрон с Томом Хэнксом и Мэг Райан в главных ролях.
Трёхкратный номинант на премию «Золотой глобус» — за лучший фильм (комедия или мюзикл) и лучшую мужскую и женскую роли, двукратный — на премии «BAFTA» и «Оскар» за лучший оригинальный сценарий и лучшую песню («A Wink And A Smile»).
Фильм занимает 10-е место в списке «10 лучших романтических комедий» списка 10 фильмов из 10 жанров» (2008).

## Сюжет
Чикагский архитектор Сэм Болдуин (Том Хэнкс) тяжело переживает смерть любимой жены Мэгги. Чтобы избавиться от депрессии, он принимает решение сменить обстановку и переехать вместе с сыном Джоной в Сиэтл.
Проходит полтора года. В Балтиморе, на другом конце страны, в канун Рождества журналистка газеты «The Baltimore Sun» Энни Рид объявляет родным о своей помолвке с Уолтером, заместителем редактора. Уолтер серьёзный, уверенный в себе мужчина, состоящий из одних достоинств, единственный его недостаток — это аллергия практически на все продукты, например орехи и клубнику, но благодаря этому обстоятельству они и познакомились — официант перепутал их сэндвичи, и у того была аллергия на сорт хлеба в блюде Энни. Миссис Рид примеряет свадебное платье на дочери.
Обручённые расстаются, так как Энни забыла подарок мачехи Уолтера в доме. Возвращаясь с вечеринки у родителей, Энни включает в машине радио и настраивается на передачу, в которую звонят слушатели и рассказывают о своих рождественских желаниях. В эфире «Радио Америки» раздаётся голос маленького мальчика из Сиэтла — его зовут Джона, ему восемь лет, и он хочет, чтобы у его папы Сэма появилась новая жена. По просьбе ведущей Сэм подходит к телефону и рассказывает о том, как он любил жену, какая она была необыкновенная, и как ему не хватает её именно сейчас, под Рождество. В кафе она слышит, как первая же слушательница захотела узнать телефон Сэма. Грустный рассказ и проникновенный голос вдовца, которого ведущая окрестила «Неспящим в Сиэтле», околдовали Энни.
Коллеги по работе пытаются найти Сэму девушку из числа клиенток. Энни, вновь услышав Неспящего в Сиэтла и, по ходу чистя яблоко так, что кожура не рвётся, делится мыслями с братом Деннисом о любви. Один из приятелей рассказывает Болдуину, в последний раз бывшему на свидании при Джимми Картере в 1978, о современных тенденциях при знакомствах. Джона приводит домой девочку Джессику. Сэм назначает свидание декоратору Джессике. Джоне вновь снится кошмар, он зовёт маму, он говорит отцу, что начинает забывать её. Сэм говорит, что она могла так почистить яблоко, что оставалась сплошная кожура.
Энни импульсивно пишет письмо Сэму, в котором предлагает встретиться в Нью-Йорке, на крыше Эмпайр-стейт-билдинг на закате в День святого Валентина, как герои её любимого фильма «Незабываемый роман» с Кэри Грантом и Деборой Керр (цитаты из этой культовой картины много раз встречаются в фильме). Энни, впрочем, не намерена отправлять это письмо, но её друг редактор Бекки делает это за неё.
Энни выясняет профессию и город проживания Сэмюэла Джона Болдуина, а также дату смерти его жены — 12 июня 1991 года, после чего отправляет запрос в детективное агентство на поиск биографии и фото. Энни была не одинока в своем импульсивном желании — две тысячи женщин за два часа позвонили на радио и попросили номер Сэма. Сэм начинает получать пачки писем от женщин изо всех уголков Америки, даже от своей школьной учительницы, однако читать их приходится Джоне, поскольку его отец не верит в любовь по переписке.
Джоне понравилось письмо от Энни, но Сэм и слышать не хочет про встречу в Нью-Йорке, объясняя это слишком большой дистанцией между городами. В ресторане за Джоном следит детектив и делает снимки. Джона не выказывает радости при знакомстве с Викторией, любящей смеяться над шутками его отца. Мальчик замечает, как те целуются; он звонит на радиостанцию и называет Викторию шлюхой. Бекки будит Энни и предупреждает, что мальчик снова в эфире, та втайне от Уолтера слушает эфир в кладовке, где тот её обнаруживает.
У «The Baltimore Sun» есть свой интерес по вопросу «Неспящего в Сиэтле» — она поручает Энни написать заметку об этом, и отправляет ту в командировку, чтобы «заглянуть в историю тех, что делают радиошоу».
В аэропорту Сэм, провожавший Викторию, случайно замечает Энни, которая два дня командировки следит за отцом и сыном. Однако она так и не решается на встречу, так как видит встречу Сэма с другой женщиной, не зная, что это его сестра Сьюзи, отчего её чуть не сбивает сначала грузовик, сигнал которого привлекает внимание Сэма, а затем такси. Тот вновь замечает девушку из аэропорта. Она принимает решение покончить со своими метаниями и вернуться в Балтимор, так как считает их причиной волнение перед свадьбой и слишком частый просмотр фильма, о чём сообщает Бекки.
Сьюзи эмоционально рассказывает Сэму сюжет «Незабываемого романа». Джессика предлагает Джону полететь в Нью-Йорк и помогает ему, так как её мама продаёт авиабилеты. Энни возвращается домой. Джона обижается на отца, решившего провести выходные с Викторией. Утром Сэм не обнаруживает сына дома. Джессика сообщает, куда тот делся. Джона меж тем прилетает в Нью-Йорк рейсом 597 и самостоятельно находит Эмпайр-стейт-билдинг. В поисках Энни мальчик поднимается на смотровую площадку и на ней спрашивает имена всех одиноких женщин. Волнующийся Сэм летит следом за Джоной.
Между тем Энни за столиком в ресторане гостиницы с видом на Эмпайр-стейт-билдинг беседует с Уолтером и окончательно понимает, что он не тот, с которым ей хотелось бы связать судьбу. Она рассказывает Уолтеру о «Неспящем из Сиэтла». Отклонив предложение Уолтера, она возвращает ему обручальное кольцо, которое носила его мать, уменьшенное под палец Энни. Сэм встречается с сыном, они искренне мирятся.
Энни спешит к небоскрёбу, но смотровая площадка уже закрыта. Энни просит охранника позволить ей пройти, цитируя «Незабываемый роман», тот уступает, так как он является любимым для его жены. Девушка приходит на мгновение позже ухода Сэма и Джоны. Энни убеждает лифтёра позволить ей хотя бы выйти на площадку и обнаруживает на ней забытый Джоной рюкзак. Когда она вытаскивает плюшевого медведя мальчика, из лифта выходят вернувшиеся отец с сыном. Энни и Сэм наконец встречаются и понимают, что у них любовь с первого взгляда. Энни, держа Сэма за руку, произносит: «Сэм? Рада познакомиться». Двери лифта закрываются.

## В ролях
- Том Хэнкс — Сэм Болдуин
- Мэг Райан — Энни Рид
- Билл Пуллман — Уолтер, жених Энни
- Фрэнсис Конрой — Айрин Рид
- Рита Уилсон — Сьюзи, сестра Сэма
- Росс Мэлингер[англ.] — Джона, сын Сэма
- Рози О'Доннелл — Бекки
- Виктор Гарбер — Грег
- Гэби Хоффманн — Виктория
- Кэри Лоуэлл — Мэгги Болдуин

## Саундтрек
- Jimmy Durante — «As Time Goes By» (2:28)
- Louis Armstrong — «A Kiss To Build A Dream On» (3:01)
- Nat King Cole — «Stardust» (3:14)
- Доктор Джон, Rickie Lee Jones — «Makin` Whoopee» (4:08)
- Карли Саймон — «In The Wee Small Hours Of The Morning» (3:16)
- Джин Отри — «Back In The Saddle Again» (2:35)
- Joe Cocker — «Bye Bye Blackbird» (3:29)
- Harry Connick Jr. — «A Wink And A Smile» (2:47)
- Tammy Wynette — «Stand By Your Man» (2:41)
- Harry Warren, Harold Adamson And Leo McCarey — «An Affair To Remember» (2:31)
- Jimmy Durante — «Make Someone Happy» (1:52)
- Celine Dion And Clive Griffin — «When I Fall In Love» (4:20)